# Salvia oppositiflora
Salvia oppositiflora (popularmente conocida como ñucchu) es un arbusto perenne originario del Perú que pertenece a la familia Lamiaceae. Crece entre los 2700 y 3500 m s.n.m.

## Descripción
Es un arbusto que puede llegar a medir 1 metro de altura. Las hojas son verdes y ovaladas, ligeramente triangulares, lisas o ligeramente cubierta de vellos, con bordes dentados. Estas pueden llegar a medir los 2.5 cm de largo y ancho.
Las flores pueden llegar a medir hasta 4 cm, son de color rojo brillante, con apariencia de tubo, cuyos estambres rojos sobresalen del borde inferior. Los pétalos crecen en parejas opuestas, de ahí su nombre. Florecen de febrero a marzo. Los cálices son de color verde y los tallos de la planta están cubiertos de pelos cortos.

## Taxonomía
Salvia oppositiflora fue descrita por primera vez por Hipólito Ruiz López y José Antonio Pavón y Jiménez y la descripción publicada en Flora Peruviana, et Chilensis 1: 26, t. 43 en 1798.

## Importancia cultural
Es la flor representativa en la celebración de la Semana Santa (particularmente del Lunes Santo) en la ciudad del Cusco. Es la única que puede ser utilizada en la procesión del Señor de los Temblores ya que es una flor religiosa y en su interior los estambres emulan un cristo crucificado.
Así mismo, el ñucchu era utilizado en los ritos incaicos, ya sea como ofrenda a las huacas, deidades, caminos o cuerpos de agua, así como en los tocapus o tocados de incas y sacerdotes.

## Nombres comunes
- Ñucchu, ñukch'u, ñukchu chchurin.[1][3]